# Chamaerhodos trifida
Chamaerhodos trifida är en rosväxtart som beskrevs av Carl Friedrich von Ledebour. Chamaerhodos trifida ingår i släktet Chamaerhodos och familjen rosväxter. Inga underarter finns listade i Catalogue of Life.